# 4574 Yoshinaka
4574 Yoshinaka је астероид главног астероидног појаса са средњом удаљеношћу од Сунца која износи 3 астрономских јединица (АЈ).
Апсолутна магнитуда астероида је 11,6.